# Dundarg Castle

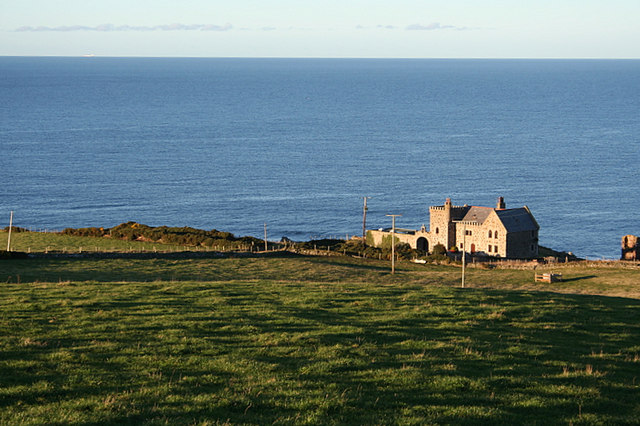
Die Überreste von Dundarg Castle und das moderne Haus auf dem Grundstück über der Aberdour Bay

Dundarg Castle ist eine Burgruine etwa 2 km nordnordöstlich des Dorfes New Aberdour in der schottischen Council Area Aberdeenshire. Die Burg wurde innerhalb der Ringmauer eines eisenzeitlichen Promontory Forts errichtet. W. Douglas Simpson beschrieb es als eines der „nine Castles of the Knuckle“, was sich auf die felsige Landzunge des nordwestlichen Aberdeenshire bezog.

## Beschreibung
Das Grundstück besteht aus einem Dreieck sanft geneigten Landes, das allseitig von steilen Hängen gesäumt wird und mit einer oben ebenen, verlängerten Landspitze verbunden ist, die sich nach Nordosten erstreckt und von 20 Meter hohen Sandsteinklippen umgeben ist. Der Name der Burg stammt vom schottische-gälischen Dun Dearg (dt.: rote Festung oder Burg), was sich auf die Farbe des Sandsteins bezieht.
Im Book of Deer aus dem 6. Jahrhundert ist die Existenz eines Cathair oder eines befestigten Ortes in Aberdour vermerkt.
Die heutige Burg wurde im 13. Jahrhundert im Auftrag des Clan Cumming errichtet und 1308 abgerissen, vermutlich auf Geheiß von König Robert the Bruce. 1334 ließ sie Henry de Beaumont, 1. Baron Beaumont, wieder aufbauen, aber sie wurde fast sofort nach der bekannten Belagerung durch Andrew Murray wieder zerstört. Beweise für die doppelte Zerstörung fand man bei Ausgrabungen in den Jahren 1911–1912 und 1950–1951 (unter der Führung von W. Douglas Simpson), wobei viele mittelalterliche Objekte gefunden wurden.
Der einzige nennenswerte Teil, der von der Burg erhalten blieb, ist das innere Torhaus, das heute noch etwa 5,5 Meter hoch ist. Der obere Teil wurde um die Mitte des 16. Jahrhunderts erneuert, vermutlich nach einer Weisung der Coastal Defence Commission von 1550, und es gibt einige Beweise dafür, dass er zu dieser Zeit mit Schießscharten ausgestattet wurde. Mitte des 17. Jahrhunderts wurde die Anlage schließlich aufgegeben. 1938 wurde ein Haus auf dem Grundstück errichtet, angeblich von Wing Commander David Vaughan Carnegie für seine eigene Nutzung, wobei Bausteine der früheren Aberdour Free Church zum Einsatz kamen.
Burgruine und Promontory Fort gelten als Scheduled Monument, während das Haus von Historic Scotland als historisches Bauwerk der Kategorie B gelistet ist.